# Femsjö församling
Femsjö församling är en församling i Hyltebruks pastorat i Östbo-Västbo kontrakt, Växjö stift och Hylte kommun. 
Församlingskyrka är Femsjö kyrka.

## Administrativ historik
Församlingen har medeltida ursprung.
Församlingen var annexförsamling till 1550 i Unnaryds pastorat, från 1550 till 1579 utgjorde församlingen eget pastorat innan den åter mellan 1579 och 1587 åter vara en del av Unnaryds pastorat för att sedan åter bilda eget pastorat. Från 1 maj 1918 var församlingen annexförsamling i pastoratet Långaryd, Färgaryd och Femsjö där Färgaryd 1962 blev moderförsamling och Långaryd 1995 lämnade pastoratet.  Från 2014 ingår församlingen i Hyltebruks pastorat.